# Ammannia anagalloides
Ammannia anagalloides är en fackelblomsväxtart som beskrevs av Otto Wilhelm Sonder. Ammannia anagalloides ingår i släktet Ammannia och familjen fackelblomsväxter. Inga underarter finns listade i Catalogue of Life.